# Salamat-e Shah

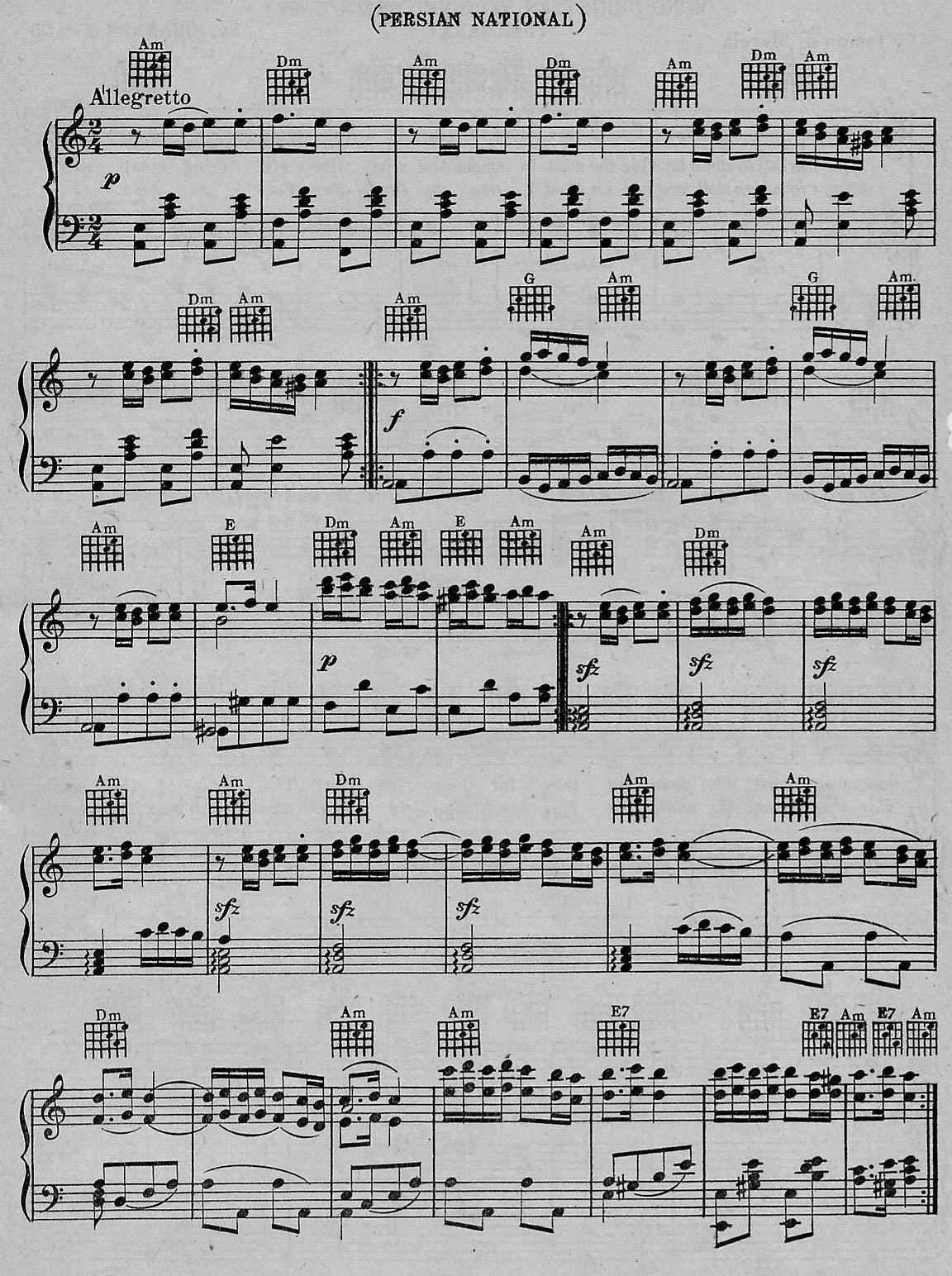
Partituur

Salâmat-e Shâh was het eerste volkslied van het moderne Iran. Het lied stamt uit de regeerperiode van Mozafareddin Shah Qajar (1896-1907) en was tot 1933 in gebruik. Omdat de muziek door een Fransman was geschreven, staat het stuk als de Lemairmars bekend. Het had in die tijd nog geen tekst en deze is recentelijk geschreven door Bijan Taraqi op verzoek van Peyman Soltani, het hoofd van het Iraanse staatsorkest. Het lied met de nieuwe tekst werd voor het eerst opgevoerd in oktober 2005. 

## Tekst
| Perzisch                  | Transliteratie                  | Vertaling                                                       |
| نام جاوید وطن             | Nŭme jŭvide Vatan               | Eeuwige naam van het vaderland                                  |
| صبح امید وطن              | Sobhe omide Vatan               | Hoopvol ochtendgloren voor het vaderland                        |
| جلوه کن در آسمان          | Jelve kon dar ŭsemŭn            | Verschijn in volle glorie aan de hemel                          |
| همچو مهر جاودان           | Hamĉow mehre jŭvedŭn            | Zoals de onsterfelijke zon                                      |
| وطن ای هستی من            | Vatan ey hastiye man            | Vaderland, reden van mijn bestaan                               |
| شور و سرمستی من           | Ŝuro sarmastiye man             | Mijn passie en mijn geluk                                       |
| چهر آن در آسمان           | Ĉehre ŭn dar ŭsemŭn             | Laat je gezicht aan de hemel zien                               |
| همچو مهر جاودان           | Hamĉow mehre jŭvedŭn            | Zoals de onsterfelijke zon                                      |
| بشنو سوز سخنم             | Beŝeno suze socanam             | Luister naar het vuur in mijn woorden:                          |
| که هم آواز تو منم         | Ke ham ŭvŭzeto manam            | "Ik ben met jou in complete harmonie                            |
| همه ی جان و تنم           | Hameye jŭno tanam               | Met heel mijn ziel en lichaam                                   |
| وطنم وطنم وطنم وطنم       | Vatanam Vatanam Vatanam Vatanam | Mijn vaderland, mijn vaderland, mijn vaderland, mijn vaderland" |
| بشنو سوز سخنم             | Beŝeno suze socanam             | Luister naar het vuur in mijn woorden:                          |
| که نواگر این چمنم         | Ke navŭgare in ĉamanam          | "Ik ben de minstreel van deze boomgaard                         |
| همه ی جان و تنم           | Hameye jŭno tanam               | Met heel mijn ziel en lichaam                                   |
| وطنم وطنم وطنم وطنم       | Vatanam Vatanam Vatanam Vatanam | Mijn vaderland, mijn vaderland, mijn vaderland, mijn vaderland" |
| همه با یک نام و نشان      | Hame bŭyek nŭmo neŝŭn           | Allen delen we één naam en symbool                              |
| به تفاوت هر رنگ و زبان    | Be tafŭvote har rango zabŭn     | naast verschillen in kleur en taal                              |
| همه با یک نام و نشان      | Hame bŭyek nŭmo neŝŭn           | Allen delen we één naam en symbool                              |
| به تفاوت هر رنگ و زبان    | Be tafŭvote har rango zabŭn     | naast verschillen in kleur en taal                              |
| همه شاد و خوش و نغمه زنان | Hame ŝŭdo couŝo naĝme zanŭn     | Allen gelukkig en opgetogen zingend                             |
| ز صلابت ایران جوان        | Ze salŭbate Irŭne javŭn (3x)    | Vanwege de kracht van het jonge Iran (3x)                       |